# Станислав Вуколајев Радоњић
Станислав Вуколајев Радоњић (Његуши 1690 — Петроград, 17. марта 1758) био је први црногорски гувернадур од 1756. (1754, 1751) до смрти 1758. године. Титула губернадура додељена му је од народа на збору поводом прославе победе над Турцима.
Под командом сердара Станислава Радоњића први пут је турска војска претрпела пораз и то је било на Бијелим пољанама.

## Биографија
Рођен је 1690. у Његушима (Црна Гора) као унук угледног и моћног племенског главара поп, сердара, војводе Стана Радоњића и син поп, сердара Вуколаја I.
Прва побједа Црногораца (под командом Станислава Радоњића), над турском војском (коју је предводио ћехаја Ахмет-паша) догодила се на Бијелим Пољанама 1756. године, гдје је Станислав погубио и самог ћехају. На прослави побједе, Збор црногорски на Цетињу је наградио Станислава Радоњића (поред већ постојећих титула војвода-сердар) и титулом гувернадур, која је постала насљедна његовој породици. На ову победу су позитивно реаговале све земље у окружењу као и Русија.
Станислав Радоњић се, као личност с несумњивим политичким утицајем и учинком, помиње у разним контекстима – као сердар и као гувернадур. Као сердар, у улогама: одлучног заступника црногорских интереса у сусједним областима; крајње уздржаног, или чак опортунистички настројеног политичара, особито кад је у питању борба против Турака; врло вјештог и признатог дипломате.
Као гувернадур, у улогама: предсједника суда; митрополитовог политичког противника, који с њим дијели власт; храброг војсковође у рату с Турцима 1756.
Радио је на изради, обнови и проширењу цркве Св. Госпођа и цркви Св. Арханђела на Његушима, као и набављању средстава за обнову и одржавање манастира на подручју Албаније који су под вјерском ингеренцијом Цетињске митрополије. Његов старији син (Вукале) Вуколај Радоњић II, од њега насљеђује гувернадурство. После Вуколајеве смрти, гувернадур је млађи син, Јован Радоњић кога насљеђује на функцији гувернадурства његов син последњи црногорски гувернадур Вуколај Радоњић III.
Умро је 17. марта 1758. године у Санкт Петербургу, гдје је и укопан уз почасти Руског двора. На гробу се налази Породични грб Радоњића са Његуша.

## Занимљивости
- У осврту на пашине претње и диктат, гувернадур Стано Радоњић је подвукао да је турски метод притиска само још већи подстицај да се у отпору истраје. Између осталог, Радоњић је на крају рекао: „Оно што се од нас тражи да урадимо у овој нашој велико нужди и јаду, јесте да сви до најмањега треба да храбро пролијете вашу крв на ђедову земљу, да би одбранили нашу слободу. Уздам се у помоћ Свевишњега, да ће нас ојачати и дати снаге нашој ваздашњој црногорској храбрости и да ћемо показати са неустрашивошћу колико су крепке наше снаге, као што су увијек у прошлости наши преци показивали.“[3]
- Митрополит Петар I, у свом десетерачком запису Пјесна како Црногорци разбише Турке 1756, помиње имена само двојице главара који су на том збору Турцима рекли „не“ (стихом: „ками да им дамо“), од којих је један сердар Стано Поповић (тј. сердар Станислав Радоњић)[4]